# ディアンネ・デ・レーブ
ディアンネ・デ・レーブ（Dianne de Leeuw、1955年11月19日 - ）は、オランダ出身の女性フィギュアスケート選手でのちにコーチ。1976年インスブルックオリンピック女子シングル銀メダリスト。1975年世界フィギュアスケート選手権女子シングルチャンピオン。

## 経歴
- 1955年11月、アメリカで生まれる。
- 1972年札幌オリンピックに出場し16位。
- 1975年世界フィギュアスケート選手権優勝。
- 1976年ヨーロッパフィギュアスケート選手権優勝。オランダ勢の優勝はショーケ・ディクストラ以来12年ぶりであった[1]。
- 1976年インスブルックオリンピックで銀メダルを獲得。同年の世界選手権を最後に引退し、コーチとなった。

## 主な戦績
| 大会/年      | 1970-71 | 1971-72 | 1972-73 | 1973-74 | 1974-75 | 1975-76 |
| ------------ | ------- | ------- | ------- | ------- | ------- | ------- |
| オリンピック |         | 16      |         |         |         | 2       |
| 世界選手権   |         | 17      | 15      | 3       | 1       | 3       |
| 欧州選手権   | 19      | 9       | 6       | 2       | 2       | 1       |